# The Dirty Nil
The Dirty Nil is een Canadese rockband, afkomstig uit Hamilton, Ontario die de Juno Award for Breakthrough Group of the Year van 2017 heeft gewonnen. De band bestaat op dit moment uit zanger Luke Bentham, basgitarist Ross Miller, en drummer Kyle Fisher. Hoewel de band vaak als punkband wordt omschreven door de media, beschouwt de band zichzelf meer als een rockband.
De band werd opgericht in 2006 en gaf voor het eerst een plaat uit in 2011, namelijk de single "Fuckin' Up Young". Deze uitgave werd gevolgd door een reeks andere singles en ep's tot de uitgave van het debuutalbum Higher Power in 2016. In april 2017 liet de band het verzamelalbum Minimum R&B uitgeven. Dit album bevat nummers van de vroegste singles en ep's van de band.

## Discografie
Studioalbums
- Higher Power (2016)
- Master Volume (2018)

Verzamelalbums
- Minimum R&B (2017)

Singles en ep's
- Fuckin' Up Young (2011)
- Little Metal Baby Fist (2012)
- Zombie Eyed (2013)
- Smite (2014)
- Cinnamon/Guided by Vices (2014)
- No Weaknesses (2015)